# Charles Moss (cyclisme)
Charles Moss, né le 6 mars 1882 à Ascot et mort le 25 juillet 1963 à Solihull, est un coureur cycliste britannique.

## Biographie
En 1912, aux Jeux olympiques de Stockholm, il termine 18e de la course sur route, ce qui lui permet de remporter la médaille d'argent au classement par équipes avec Freddie Grubb, Leonard Meredith et William Hammond.

## Palmarès
- 1912
  -  Médaillé d'argent de la course par équipes aux Jeux olympiques de Stockholm (avec Freddie Grubb, Leonard Meredith et William Hammond)